# Nonoksynol-9
Nonoksynol-9 – środek plemnikobójczy dający także częściowe zabezpieczenie przeciwko chorobom przenoszonym drogą płciową; zawierają go antykoncepcyjne pianki, kremy i żele; niektóre prezerwatywy są od wewnątrz pokrywane przez producenta warstwą żelu z dodatkiem tego środka.